# Jetta (марка аутомобила)
Џета кинески је произвођач аутомобила са седиштем у Чангчуену, у Кини. Основана је од стране немачке Фолксваген групе заједно са својим кинеским партнером FAW групом 2019. године.

## Историја
Џета је аутомобилски бренд Фолксваген групе, основан у фебруару 2019. године искључиво за кинеско тржиште. Порекло имена марке лежи у Фолксвагеновој компактној лимузини џети, која је у Кини веома популарна. Фолксваген је најпродаванији ауто-бренд у Кини, то говори податак да је 2018. године продато 3,1 милион аутомобила немачког произвођача. То Кину чини појединачно најважнијим тржиштем на свету за Фолксваген. Зато је одлучено да се створи посебна марка под називом џета, где добија нови логотип, стилизовано слово Ј, са фокусом да бренд буде приступачан.
Џетини аутомобили се производе у Чангчуену, у заједничкој фабрици предузећа FAW-Volkswagen. Тренутно, асортиман возила се састоји од лимузине VA3 (препакована џета за кинеско тржиште) и на два кросовера под називом VS5 и VS7. Сва три возила су заснована на Сеатовим возилима, VA3 је заснован на истој платформи као толедо четврте генерације, VS5 на мањи кросовер атеку, а VS7 на већи Сеатов кросовер тарако.

## Модели
- Џета VA3
- Џета VS5
- Џета VS7